# Saint-Maurice-en-Rivière
Saint-Maurice-en-Rivière este o comună în departamentul Saône-et-Loire, Franța. În 2009 avea o populație de 551 de locuitori.

## Evoluția populației
| An        | 1975 | 1982 | 1990 | 1999 | 2006 | 2009 |
| --------- | ---- | ---- | ---- | ---- | ---- | ---- |
| Populație | 443  | 468  | 431  | 435  | 527  | 551  |